# Classe Brandenburg (couraçados)
A Classe Brandenburg foi uma classe de navios couraçados pré-dreadnought, os primeiros couraçados modernos operados pela Marinha Imperial Alemã. Era composta por quatro embarcações: SMS Brandenburg, SMS Kurfürst Friedrich Wilhelm, SMS Weissenburg e SMS Wörth. Suas construções começaram em maio de 1890, foram lançados entre 1891 e 1892 e finalizadas entre 1893 e 1894, quando foram comissionados na frota alemã. A classe fazia parte de um programa de expansão naval iniciado após a ascensão do imperador Guilherme II em 1888.
Os quatro couraçados tinham um comprimento total de 115,7 metros, boca de dezenove metros, calado de quase oito metros e um deslocamento de 10 670 toneladas. Seus sistemas de propulsão eram compostos por doze caldeiras que alimentavam dois motores de tripla-expansão, que por sua vez giravam duas hélices triplas até velocidades de 16,9 nós (31,3 quilômetros por hora). Os navios eram armados com uma bateria principal de seis canhões de 280 milímetros em três torres de artilharia duplas, enquanto seu cinturão de blindagem tinha quatrocentos milímetros de espessura.
Os navios tiveram uma carreira tranquila pelos primeiros anos de suas carreiras, ocupando-se com diversas rotinas de treinamento individuais, divisionais e em frota, além de viagens para portos estrangeiros. A primeira grande ação dos quatro foi em 1900, quando foram para a China com o objetivo de ajudar na supressão do Levante dos Boxers. Eles retornaram no ano seguinte e passaram por um processo de modernização entre 1904 e 1905, porém rapidamente tornaram-se obsoletos pela chegada do HMS Dreadnought e tiveram seus serviços reduzidos.
O Kurfürst Friedrich Wilhelm e o Weissenburg foram vendidos para o Império Otomano em 1910 e renomeados Barbaros Hayreddin e Turgut Reis. Lutaram na Guerra Ítalo-Turca, Guerras dos Bálcãs e Primeira Guerra Mundial. O Barbaros Hayreddin foi torpedeado em 1915, enquanto o Turgut Reis sobreviveu, foi descomissionado em 1933 e desmontado na década de 1950. O Brandenburg e o Wörth foram empregados como navios de defesa costeira no início da Primeira Guerra, porém foram tirados de serviço em 1915 e 1916 e vendidos para desmontagem em 1919.

## Construção

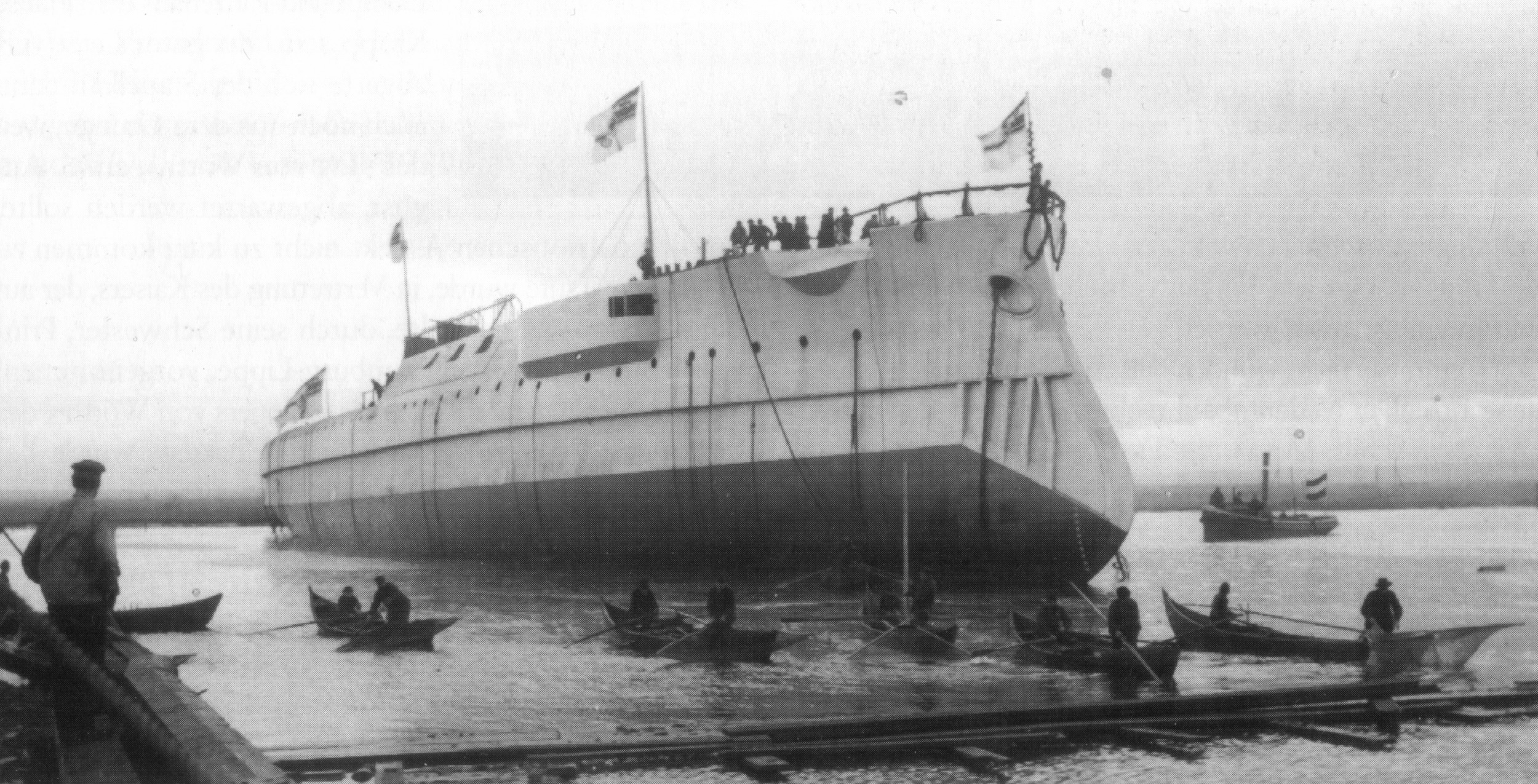
O casco do Weissenburg logo depois de seu lançamento em 14 de dezembro de 1891.

O Brandenburg foi encomendado sob o nome A, com o batimento de sua quilha ocorrendo em maio de 1890 na AG Vulcan Stettin em Estetino. Foi lançado em 21 de setembro de 1891 e seus trabalhos de equipagem duraram até 19 de novembro de 1893, quando foi comissionado na frota alemã. O Wörth foi encomendado como B e sua construção começou em maio de 1890 na Germaniawerft em Kiel. Suas obras foram as mais lentas e foi o último a ser lançado em 6 de agosto de 1892. Entretanto, os trabalhos de equipagem foram rápidos e ele foi comissionado em 31 de outubro de 1893, o primeiro a entrar em serviço. O Weissenburg foi encomendado como C e também teve suas obras iniciadas em maio de 1890 na AG Vulcan Stettin. Foi lançado em 14 de dezembro de 1891 e comissionado em 14 de outubro de 1894, o último a entrar em serviço. O Kurfürst Friedrich Wilhelm foi encomendado sob o nome D e teve o batimento de sua quilha ocorrido em maio de 1890 no Estaleiro Imperial de Wilhelmshaven. Foi o primeiro lançado em 30 de junho de 1891 e foi comissionado no mesmo dia que o Brandenburg.

### Navios
| Navio                      | Construtor                                         | Batimento    | Lançamento             | Commissionamento       | Destino                                                                      |
| -------------------------- | -------------------------------------------------- | ------------ | ---------------------- | ---------------------- | ---------------------------------------------------------------------------- |
| Brandenburg                | AG Vulcan Stettin, Estetino                        | maio de 1890 | 21 de setembro de 1891 | 19 de novembro de 1893 | Descomissionado em 1915 e desmontado                                         |
| Kurfürst Friedrich Wilhelm | Estaleiro Imperial de Wilhelmshaven, Wilhelmshaven | maio de 1890 | 30 de junho de 1891    | 19 de novembro de 1893 | Vendido para o Império Otomano em 1910 e torpedeado em 1915                  |
| Weissenburg                | AG Vulcan Stettin, Estetino                        | maio de 1890 | 14 de dezembro de 1891 | 14 de outubro de 1894  | Vendido para o Império Otomano em 1910, descomissionado em 1933 e desmontado |
| Wörth                      | Germaniawerft, Kiel                                | maio de 1890 | 6 de agosto de 1892    | 31 de outubro de 1893  | Descomissionado em 1916 e desmontado                                         |